# Glendale (Wisconsin)
Glendale é uma cidade localizada no estado norte-americano do Wisconsin, no Condado de Milwaukee.

## Demografia
Segundo o censo norte-americano de 2000, a sua população era de 13.367 habitantes.
Em 2006, foi estimada uma população de 12.811, um decréscimo de 556 (-4.2%).

## Geografia
De acordo com o United States Census Bureau tem uma área de 15,5 km², dos quais 15,0 km² cobertos por terra e 0,5 km² cobertos por água.

## Localidades na vizinhança
O diagrama seguinte representa as localidades num raio de 8 km ao redor de Glendale.